# Megan Nick
Megan Nick (Shelburne, 9 juli 1996) is een Amerikaanse freestyleskiester. 

## Carrière
Bij haar wereldbekerdebuut, in januari 2017 in Lake Placid, scoorde Nick direct wereldbekerpunten. In februari 2019 behaalde de Amerikaanse in Minsk haar eerste toptienklassering in een wereldbekerwedstrijd. In februari 2020 stond ze in Deer Valley voor de eerste maal in haar carrière op het podium van een wereldbekerwedstrijd. Op 17 januari 2021 boekte Nick in Jaroslavl haar eerste wereldbekerzege.

## Resultaten

### Wereldbeker
Eindklasseringen
| Seizoen   | Algm | AE  |
| --------- | ---- | --- |
| 2016/2017 | 159e | 32e |
| 2017/2018 | 188e | 36e |
| 2018/2019 | 48e  | 10e |
| 2019/2020 | 24e  | 4e  |

Wereldbekerzeges
| Datum           | Plaats    | Onderdeel |
| --------------- | --------- | --------- |
| 17 januari 2021 | Jaroslavl | Aerials   |
| 30 januari 2021 | Minsk     | Aerials   |